# FIM Rally 2012
FIM Rally – to coroczny zlot motocykli turystycznych, z prawie 80-letnią tradycją. Jest to największa tego typu impreza rekreacyjna, w której wynik sportowy, czas i prędkość schodzą na dalszy plan. To największe spotkanie turystyczne w kalendarzu imprez Międzynarodowej Federacji Motocyklowej (FIM). Co roku organizuje je inne państwo, które, goszcząc motocyklistów z całego świata, umożliwia im poznanie kultury, historii i obyczajów gospodarza rajdu. Przez trzy dni uczestnicy FIM Rally wspólnie podróżują i spędzają czas, wymieniając się doświadczeniami. O tym jak ważne jest to wydarzenie w motocyklowym świecie świadczy nie tylko długa historia zlotu, ale i liczba jego uczestników oraz prestiż związany z organizacją spotkania w swoim kraju. W 2012 roku organizatorem 67. edycji zlotu była Polska.

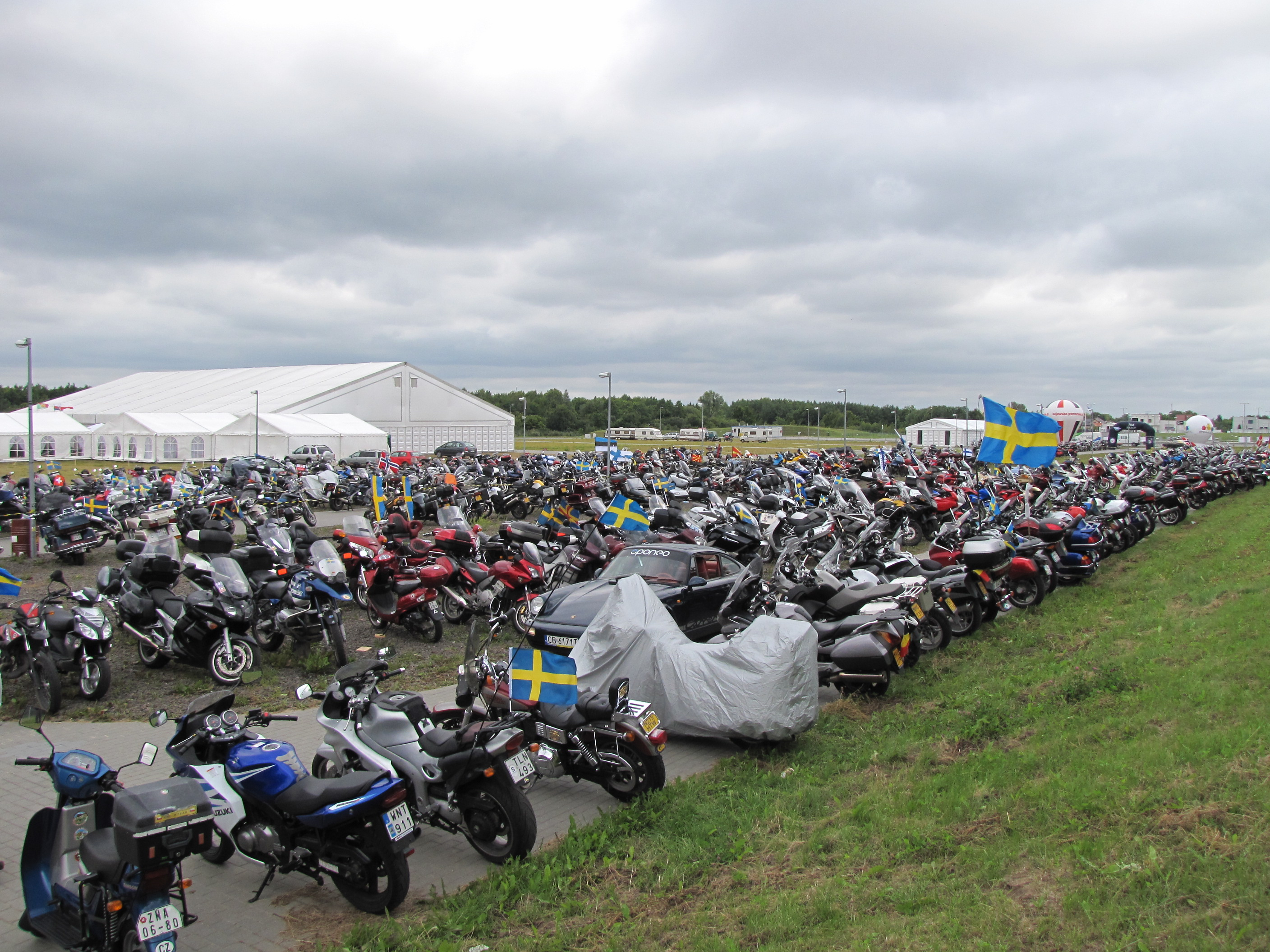
Co roku na FIM Rally pojawia się kilka tysięcy uczestników z różnych krajów.

## Historia zlotu
Ideę turystycznej imprezy motocyklowej na wielką skalę po raz pierwszy zrealizowano w 1935 roku w Brukseli. Podczas tamtejszej Wystawy Światowej zorganizowano, wtedy jeszcze w dość eksperymentalnej formie, międzynarodowe spotkanie FIdCM Rally. FIdCM to skrót od Federation Internationale des Club Motocyclistes, czyli pierwowzoru dzisiejszej Międzynarodowej Federacji Motocyklowej FIM. Debiut rekreacyjnego zjazdu wypadł obiecująco i już rok później przygotowano jego kolejną edycję w Berlinie. Tym razem było to już pełnoprawne wydarzenie w motoryzacyjnym świecie. Do niemieckiej stolicy przyjechała setka motocyklistów z 11 krajów, m.in. Holandii, Estonii oraz Polski. Polskę w Berlinie reprezentowało trzynaścioro zawodników.
Gospodarzami następnych rajdów byli Francuzi (Paryż 1937 rok), Czesi (Praga 1938) i Szwajcarzy (Zurich 1939). Zjazd w Zurichu był jednak ostatnim spotkaniem przed wybuchem drugiej wojny światowej. Wtedy historia FIM Rally zatrzymała się aż na dziesięć lat. Pierwsza powojenna edycja zlotu odbyła się w 1950 roku, w holenderskim Groningen. Kolejne we Włoszech, Hiszpanii, Szwajcarii, Luksemburgu, Niemczech i Francji. W pierwszych latach po wojnie mpreza obejmowała początkowo wyłącznie kraje Europy Zachodniej. Choć zdarzało się, że kraje Bloku Wschodniego wystawiały w niej swoje skromne reprezentacje, a w obradach FIM uczestniczyli również ich delegaci.  Nie da się ukryć, że wskutek przedzielenia Europy Żelazną kurtyną, idea motocyklowej integracji została osłabiona.

### Polski debiut. Rok 1957
Tym większym wydarzeniem był debiut FIM Rally w kraju socjalistycznym. Podczas kongresu federacji motocyklowej w Wenecji, wiosną 1957 roku władze FIM po raz pierwszy zaproponowały organizację zlotu Polakom. Polska propozycję przyjęła i przystąpiła do działania. W Polskim Związku Motorowym powstało Biuro Turystyki, które miało zająć się zorganizowaniem zjazdu. Zlot odbył się w Olsztynie. Zaliczono go do bardzo udanego, dlatego kierownictwo FIM nie wahało się podczas podejmowania decyzji o miejscu, w którym miał odbyć się kolejny kongres Międzynarodowej Federacji Motocyklowej.
Poza tym, licząc 67. edycję imprezy w Bydgoszczy, Polska wraz z Niemcami, Francją, Szwajcarią i Hiszpanią jest ex-aequo drugim krajem, któremu najczęściej powierzano organizację FIM Rally w latach powojennych (w Polsce będzie to już piąty taki zlot, Włosi organizowali już sześć). To najlepiej świadczy o dobrej reputacji jaką cieszy się polskie środowisko motocyklowe w międzynarodowej federacji. Dwukrotnie (lata 1969 i 1997) gospodarzem zjazdu był Kraków. Oprócz tego w 1975 roku impreza odbyła się w Lublinie.
Od 1995 roku z międzynarodowym zlotem związana jest reprezentacja Polski, której trzon stanowią członkowie klubu LKT „Wyczół” Gościeradz. Początkowo ich udział w FIM Rally był sporadyczny, ale od 2005 roku polscy motocykliści regularnie biorą udział w imprezie, zjawiając się na jej starcie w silnym składzie. W dużej mierze dzięki ich zaangażowaniu zlot w 2012 r. trafił do Bydgoszczy.

### ZSRR, lata 60.
Po tym jak FIM Rally po raz pierwszy zagościł za żelazną kurtyną w Polsce, światowa federacja śmielej spoglądała w tej sprawie w kierunku wschodnim. W 1963 roku rajd zawitał do Jugosławii. Cztery lata później motocykliści z różnych stron globu zjawili się w Związku Radzieckim. Wielu z nich do dziś wspomina szok kulturowy jaki przeżyli w tym kraju.

## 67. FIM Rally Bydgoszcz[1][2]

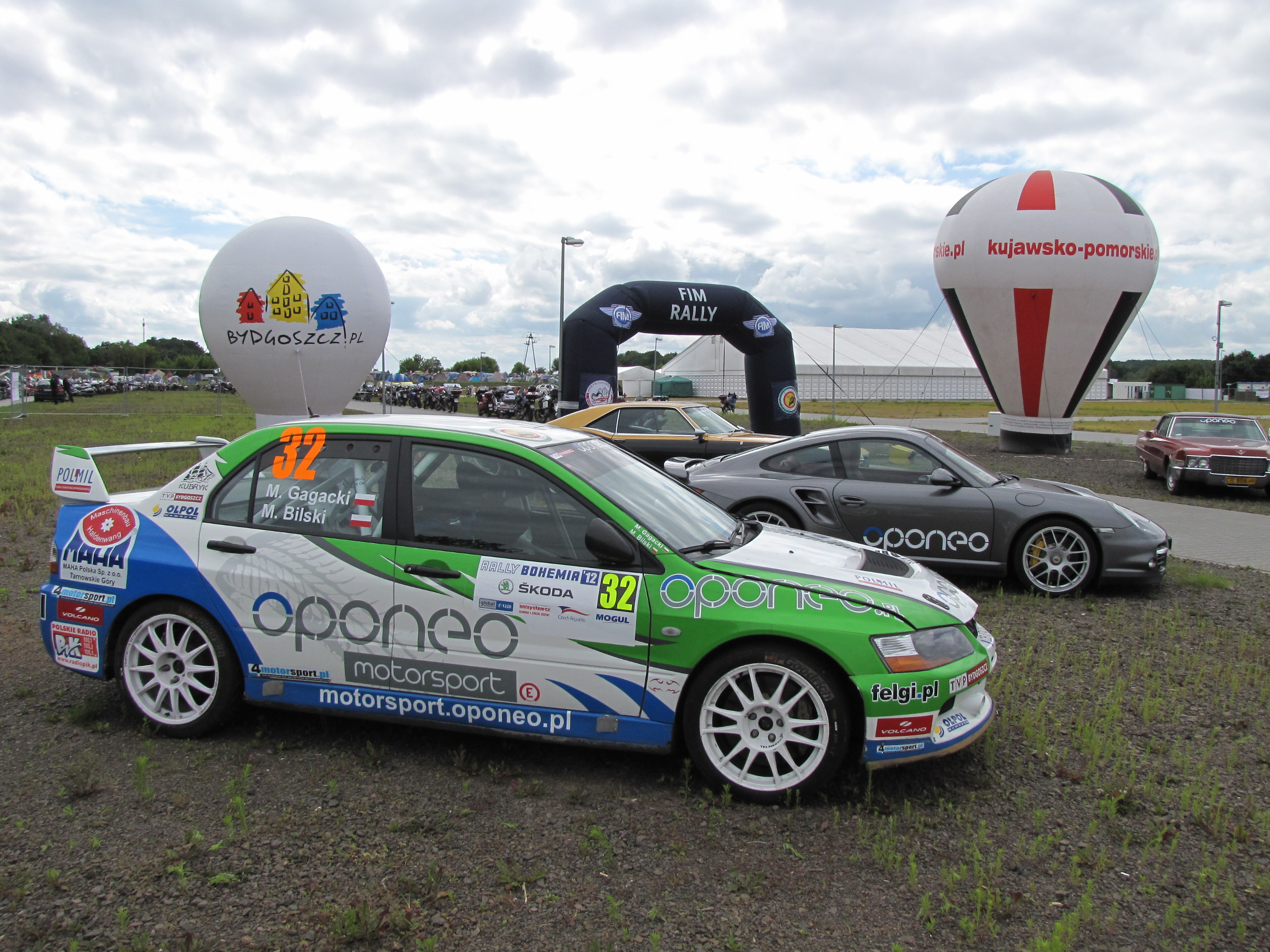
Brama wjazdowa na teren 67. FIM Rally

W 2012 r. gospodarzem FIM Rally była Bydgoszcz (Polska).
Zlot motocyklistów w ramach FIM Rally odbył się w Bydgoszczy w dniach 19-21 lipca. Na imprezie pojawili się motocykliści z następujących krajów: Austrii, Belgii, Kanady, Chorwacji, Czech, Danii, Estonii, Finlandii, Francji, Niemiec, Wielkiej Brytanii, Węgier, Włoch, Luksemburga, Monako, Macedonii, Holandii, Norwegii, Rosji, Serbii, Słowacji, Słowenii, Hiszpanii, 
Szwecji, Szwajcarii i Zjednoczonych Emiratów Arabskich.
Organizatorem imprezy był LKT „Wyczół” Gościeradz, który w poprzednich latach wielokrotnie reprezentował Polskę w zlotach FIM.
Jeszcze przed oficjalną częścią zlotu w mieście pojawiały się pierwsze grupy motocyklistów. Korzystając z wolnego czasu podziwiali oni piękne krajobrazy Borów Tucholskich, spłynęli rzeką Brdą (przepływającą przez Bydgoszcz) i wybrali się w motocyklową wycieczkę po okolicach centrum zlotu. Odwiedzili m.in. Centrum Militarne Krąpiewo, Sanktuarium Matki Boskiej Byszewskiej w Byszewie, gotycki Kościół Pocysterski, drewniany kościół z 1699 roku we Włókach.

### Pierwszy dzień zlotu
Oficjalne rozpoczęcie imprezy odbyło się w czwartek 19 lipca. Zagraniczni goście byli witani przez mieszkańców Bydgoszczy na Wyspie Młyńskiej. Pierwszą ekipą, która przybyła na miejsce, byli Francuzi. Nie bez powodu to właśnie przedstawiciele tego kraju pojawili się pierwsi. To Francja została wybrana na gospodarza zlotu w 2013 roku. Po nich na teren malowniczej Wyspy Młyńskiej docierały ekipy kolejnych państw. Wjazd każdej z nich uświetniono odegraniem ich hymnów narodowych. Po tej prezentacji uczestnicy zlotu przenieśli się na parking przy Operze Nova w Bydgoszczy i udali się na lunch. Zamknięta ceremonia otwarcia zlotu odbyła się w centrum imprezy, czyli na terenach Centrum Targowo-Wystawienniczym w Myślęcinku.

### Drugi dzień
W piątek 20 lipca organizatorzy i sponsorzy zaproponowali uczestnikom FIM Rally 2012 wycieczkę autokarową do Torunia – miasta, które widnieje na Liście Światowego Dziedzictwa UNESCO. Po całodziennym zwiedzaniu uczestnicy powrócili na tereny Myślęcinka i wzięli udział w koncertach zorganizowanych specjalnie dla nich.

### Trzeci dzień

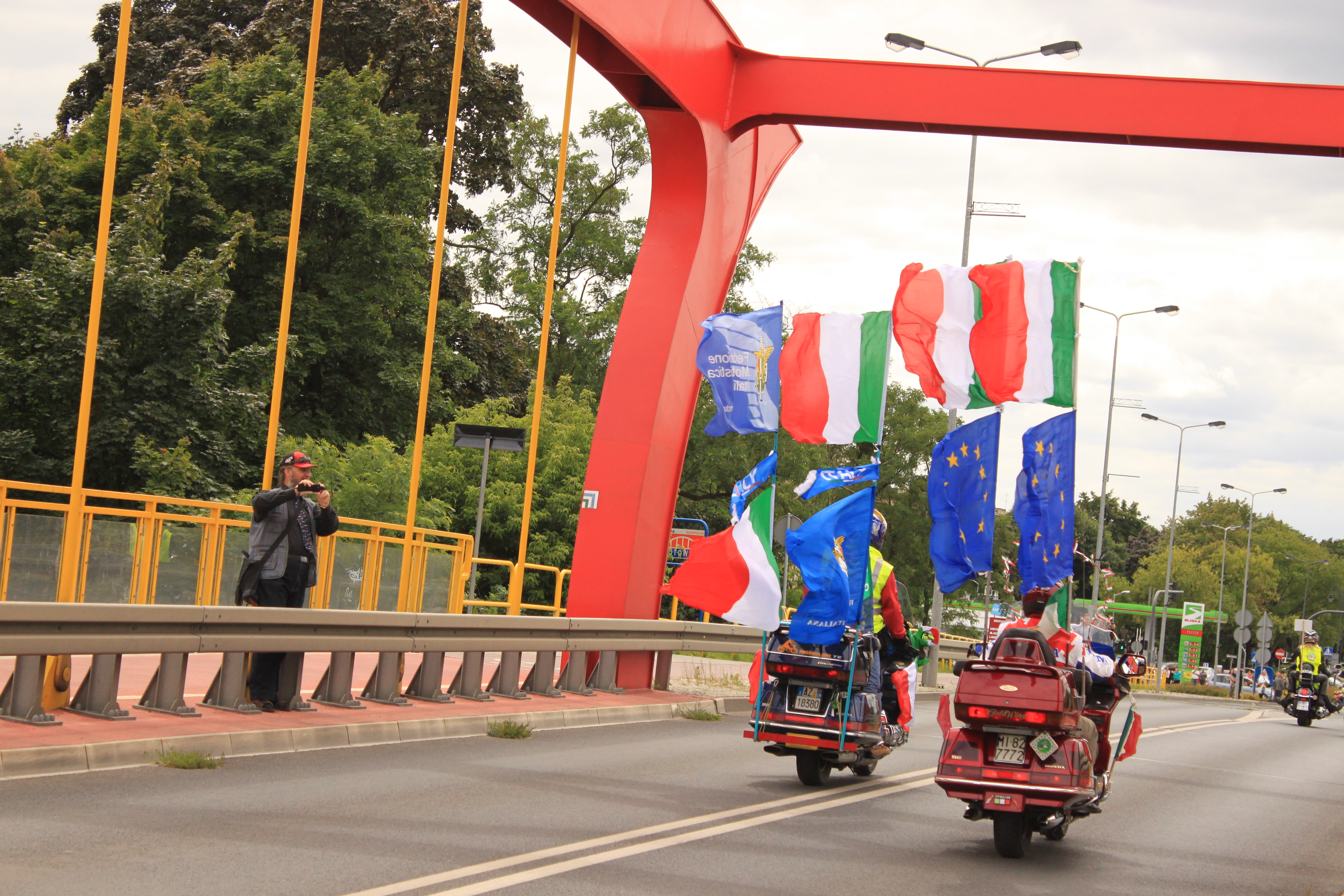
Parada narodów kończyła 67. edycję międzynarodowego zlotu motocykli turystycznych w Bydgoszczy.

Na ostatni dzień zlotu – sobotę 21 lipca – zaplanowano Paradę Narodów, czyli przejazd wszystkich uczestników zlotu ulicami Bydgoszczy. Motocykle zostały przystrojone w barwy narodowe, a często także sami uczestnicy przebierali się za sławne postacie kojarzone z ich krajami (np. za Juliusza Cezara czy Świętego Mikołaja). Uroczysta parada przejechała ulicami Gdańską, Ogińskiego, Jagiellońską, Focha, Grunwaldzką i Ludwikowo. Po paradzie uczestnicy zlotu powrócili jeszcze na teren Myślęcinka i wzięli udział w ostatnich atrakcjach przygotowanych dla nich przez organizatorów i sponsorów. Tymi atrakcjami był pokaz stuntu motocyklowego w wykonaniu Ewy Pieniakowskiej, a także przejażdżki rajdowym samochodem Mitsubishi Lancer Evo IX RS, którym kierował Marcin Gagacki – Rajdowy Mistrz Polski w klasie N3. Wieczorem odbyło się uroczyste zamknięcie zlotu, podczas którego wręczono nagrody za największy przebyty dystans, najliczniejszą delegację (wygrały grupy Włoch i Szwecji), a także za największą liczbę motocykli zabytkowych w składzie poszczególnych ekip. Oprócz tych wyróżnień wszyscy uczestnicy zlotu otrzymali plecaki z upominkami i okazjonalnym medalem z logo FIM Rally 2012. Tego dnia po raz ostatni motocykliści mogli wziąć udział w koncertach (tego dnia zaprezentowały się przed nimi grupy Little Wing i Kissi Band).